# Brixia hildebrandti
Brixia hildebrandti är en insektsart som beskrevs av Jacobi 1917. Brixia hildebrandti ingår i släktet Brixia och familjen kilstritar.
Artens utbredningsområde är Madagaskar. Inga underarter finns listade i Catalogue of Life.